# Simulium medusaeforme
Simulium medusaeforme är en tvåvingeart som beskrevs av Frederick E. Pomeroy 1920. 
Simulium medusaeforme ingår i släktet Simulium och familjen knott. Inga underarter finns listade i Catalogue of Life.